# Neasura apicalis
Neasura apicalis là một loài bướm đêm thuộc phân họ Arctiinae, họ Erebidae.